# علی‌محمد آزاد
علی محمد آزاد (زاده ایلام) استاندار پیشین استان سیستان و بلوچستان و استاندار پیشین استان همدان در دولت دهم و استاندار پیشین استان ایلام در دولت نهم بود. آزاد که سابقه فرماندهی سپاه پاسداران استان ایلام را در کارنامه خود دارد در شهرستان‌های مهران و دره‌شهر فرماندار بوده‌است.
وی رئیس ستاد بسیج اقتصادی استان ایلام، رئیس ستاد بازسازی مناطق جنگی استان ایلام و معاونت عمرانی استانداری را هم در کارنامه خود ثبت کرده‌است.
گفتنی است علی محمد آزاد در مبارزات انقلابی در دوران نظام شاهنشاهی به درجه جانبازی رسیده‌است.

## حاشیه‌ها
فرزند وی، امیرحسین آزاد، در اسفند ۱۳۹۷ و تنها در سن 32 سالگی برای پرونده تعاونی‌های البرز ایرانیان و ولیعصر که در مجموع ۱۴۰۰ میلیارد تومان اختلاس و با ۹۱۰۰۰ نفر شاکی (۶۰۳۶ پرونده شکایت ثبت شده) با عنوان اتهامی اخلال عمده در نظام اقتصادی کشور در دادگاه حاضر شده‌است. وی، داماد «فریدون همتی» نماینده پیشین مجلس و استاندار فعلی هرمزگان است.
مؤسسه البرز ایرانیان در سال ۷۸ و به عنوان مؤسسه امیرالمومنین با سرمایه ۷ میلیون و ۵۰۰ هزار ریال و تعاونی ولیعصر در سال ۸۸ با سرمایه اولیه ۶ میلیون ریال تأسیس شده‌اند.
بانک مرکزي شاکي اصلي تعاوني البرز ايرانيان است. مسعود جمشیدی نائینی وکيل بانک مرکزی در جلسات دادگاه البرز ايرانيان با تشريح شکايات متعدد آن بانک عنوان دادستان تهران، همدان، کرمانشاه، سنندج و قروه به توضيح تخلفات آن تعاوني و دفاع از عملکرد بانک مرکزي در قبال تعاوني هاي اعتبار غيرمجاز پرداخت.